# 주천로
주천로(Jucheon-ro)는 경상북도 성주군 성주읍 예산삼거리 에서 김천시 남면 입석교차로 을 잇는 도로이다.

## 주요 경유지
경상남도
- 성주군 (성주읍 - 초전면) - 김천시 (남면)

## 노선
전 구간 지방도 제905호선에 속하므로 이에 대한 별도 표기는 생략한다.
| 이름              | 접속 노선                    | 소재지            | 소재지            | 비고              |
| 성주순환로과 직결 | 성주순환로과 직결            | 성주순환로과 직결 | 성주순환로과 직결 | 성주순환로과 직결 |
| ----------------- | ---------------------------- | ----------------- | ----------------- | ----------------- |
| 예산삼거리        |                              | 성주군            | 성주읍            |                   |
| 산업단지 교차로   | 성주산업단지로               | 성주군            | 성주읍            |                   |
| 성주교교 교차로   | 성주고교길 성주산업단지로3길 | 성주군            | 성주읍            |                   |
| 칠선1교           |                              | 성주군            | 초전면            |                   |
| 칠선1교           |                              | 성주군            | 초전면            |                   |
| 대장교            |                              | 성주군            | 초전면            |                   |
| 어산삼거리        | 어산1길                      | 성주군            | 초전면            |                   |
| 용봉교            |                              | 성주군            | 초전면            |                   |
| 용봉1교           |                              | 성주군            | 초전면            |                   |
| 용봉2교           |                              | 성주군            | 초전면            |                   |
| 신거리재          |                              | 성주군            | 초전면            |                   |
|                   | 김천시                       | 남면              |                   |                   |
| 부상삼거리        | 김천시                       | 남면              | 농남로            |                   |

## 주요 시설및 건물
- 르노코리아자동차 서비스코너 성주점 애니카랜드 성주점 (주천로 69/금산리 234-5)
- GS칼텍스 한일주유소 (주천로 133/금산리 543-8)
- HD현대오일뱅크 성주제일주유소 (주천로 276/금산리 183)